# Menhire von Pergat
Die Menhire von Pergat (auch Menhir Pointu von Pergat, Menhir von Louargat genannt) befinden sich östlich der Straße D31, nördlich von Louargat und westlich von Guingamp im Département Côtes-d’Armor in der Bretagne in Frankreich.
Die beiden Menhire wurden etwa 14,0 Meter voneinander entfernt im Talgrund errichtet. Der größere ist etwa 7,4 m hoch, 3,8 m breit und 2,2 m dick. Die kleinere ist etwa 2,0 m hoch, 1,4 m breit und 0,8 m dick. Beide sind aus Bégard-Granit. Der Stein zwischen den Menhiren ist Teil eines Aufschlusses.

## Die Stele von Louargat
In Louargat befindet sich auch die kugelförmige gallische Stele La Boule – Stèle Saint-Michel. Die  latènezeitliche Stele aus Granit, gehört zum heidnischen Kult.